# Masacre de la prisión de Mokotów

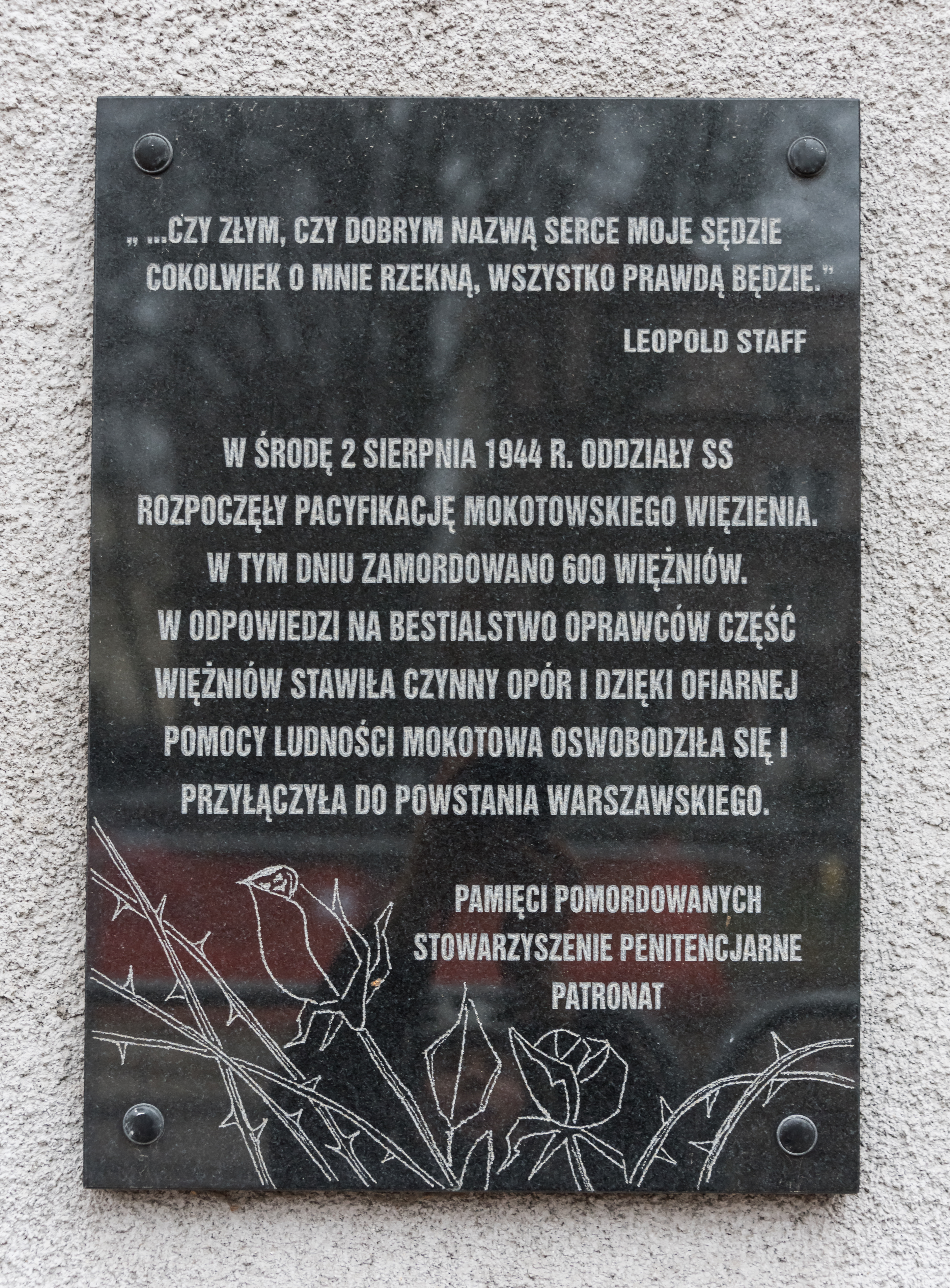
Placa conmemorativa de las víctimas de la masacre

Masacre en la prisión de Mokotów - asesinato masivo de presos de la prisión de Mokotów en Varsovia cometido por los alemanes en el segundo día del Levantamiento de Varsovia. El 2 de agosto de 1944, soldados del tercer batallón de Granaderos Panzer de las SS dispararon a unos 600 polacos en el área de las instalaciones en la calle Rakowiecka 37. Fue uno de los mayores crímenes cometidos por los alemanes en Mokotów durante la represión del Levantamiento de Varsovia. Durante la masacre, algunos prisioneros resistieron activamente a las SS y gracias a esto, cientos de personas lograron escapar a la zona controlada por los insurgentes.

## Antes del estallido del levantamiento
Poco después de la entrada de los alemanes en Varsovia (28 de septiembre de 1939), la antigua penitenciaría polaca de la calle Rakowiecka 37 se adaptó a las necesidades de las fuerzas de ocupación. El Gerichtsgefängnis in der Rakowieckastrasse 37 era, desde entonces, una prisión bajo la autoridad de los tribunales especiales alemanes (Sondergericht), y sus residentes permanecían en manos de la Gestapo después de cumplir su condena. Además de los prisioneros subordinados a tribunales especiales, también fueron detenidos en la calle Rakowiecka oficiales del ejército polaco que no cumplieron con la obligación de registrarse ante las autoridades alemanas, delincuentes económicos y alemanes condenados por delitos penales. La prisión se llenó rápidamente y el número de detenidos superó con creces su capacidad normal. Muchos empleados polacos de la prisión cooperaron secretamente con el servicio clandestino Służba Zwycięstwu Polski (en español, Servicio Polaco para la Victoria de Polonia) - más tarde, el Ejército Nacional. Gracias a su ayuda, muchas personas involucradas en actividades subterráneas lograron salir de la planta.
En verano de 1944, la prisión estaba bajo la autoridad del comisionado Hitzinger. El 23 de julio de 1944, en relación con el acercamiento del Frente Oriental, comenzó la liberación de prisioneros condenados a penas de hasta cinco años de prisión, principalmente alemanes y volksdeutsche, y más tarde polacos. Durante cinco días, 655 personas fueron despedidas, incluyendo unos 300 polacos. Sin embargo, como resultado del soborno de las autoridades penitenciarias, Hitzinger ordenó que se interrumpiera la liberación de los detenidos. El 1 de agosto, una hora antes del estallido del levantamiento, 11 prisioneros más fueron liberados.
Según los registros mantenidos por el subdirector de la prisión, el inspector judicial Kirchner, en el momento del estallido del levantamiento,  en la prisión de la calle Rakowiecka 37, seguían detenidos 794 presos, entre ellos 41 menores.

## La Hora “W”
La calle Rakowiecka fue uno de los centros más importantes de la resistencia alemana en Mokotów. El 1 de agosto de 1944, insurgentes del 4º Distrito del Ejército Nacional (V Distrito Mokotów) atacaron posiciones alemanas a lo largo de la calle Rakowiecka, invadiendo los cuarteles de las SS en la calle Rakowiecka 4 (SS-Stauferkaserne), los cuarteles de aviadores en la entrada de la calle Puławska (Flakkaserne), el edificio de la SGGW o las baterías de artillería antiaérea situadas en Pole Mokotowskie. La conquista de la prisión de Mokotów y de las casas vecinas fue confiada a la Primera Compañía de Asalto, comandada por Antoni Figura Kot del regimiento Baszta. Esta unidad estaba formada por unos 80 soldados (incluyendo enfermeras) y su armamento era muy modesto - 3 ametralladoras, 20 rifles, 15 pistolas, 130 granadas y 30 botellas con cócteles molotov.
Los soldados de AK lograron entrar en la prisión y ocupar el edificio administrativo, pero resultó imposible llegar a los edificios penitenciarios. Durante la batalla, el teniente Kot sufrió una grave herida. La tripulación alemana, fortalecida por el refuerzo de los cercanos cuarteles de las SS, detuvo el ataque, desarmó e internó a los guardias polacos. Según un informe del subjefe de prisión, el inspector judicial Kirchner, el ataque costó a los alemanes 9 muertos y 17 heridos.
A pesar de los disparos de los tanques, los insurgentes mantuvieron el edificio administrativo capturado hasta el amanecer del 2 de agosto. Durante el día fueron obligados a retirarse. Los alemanes asesinaron a los heridos y llevados cautivos soldados de AK.

## Masacre
El 2 de agosto, el inspector judicial Kirchner fue nombrado Jefe Interino de la Prisión de Mokotów. A las 11 de la mañana, fue llamado al cuartel de las SS cercano. Allí, el SS-Obersturmführer Martin Patz, comandante del tercer Batallón de Granaderos Blindados de las SS, le declaró que el general Reiner Stahel, comandante de la guarnición de Varsovia, ordenó la liquidación de los prisioneros. Esta decisión también fue confirmada por el comandante de las SS y de la policía del distrito de Varsovia, el SS-Oberführer Paul Otto Geibel, quien además ordenó la ejecución de guardias polacos. Kirchner redactó un informe de toma de posesión, según el cual puso a disposición de Patz a todos los presos de la prisión.
Por la tarde, las SS entraron en la prisión. Anotaron detalladamente el estado de todas las celdas, y luego sacaron de las dos unidades de investigación en la planta baja, a unos 60 hombres, a quienes se les ordenó cavar tres zanjas, de unos 25-30 metros de largo y unos 2 metros de ancho y profundidad. La primera zanja fue excavada a lo largo de las paredes del pabellón X en el lado de la lavandería, la segunda en la plaza peatonal en el lado de Aleja Niepodległości, y la tercera en la plaza peatonal en el lado de la calle Kazimierzowska. Los soldados alemanes estaban bebiendo vodka en ese momento. Después de terminar el trabajo, todos los excavadores fueron fusilados.
Los alemanes procedieron entonces a liquidar a los prisioneros restantes. Los presos fueron sacados de las celdas, conducidos a los agujeros excavados y asesinados con un disparo en la nuca. Los primeros en ser ejecutados fueron los presos de las unidades 1 y 2 (las llamadas unidades de investigación), entre ellos se encontraron algunos chicos de 12 a 14 años de edad. Después fueron asesinados los pacientes de la Cámara de los Enfermos. Más tarde, las SS comenzaron a vaciar una por una las unidades número: 8 (reincidentes), 10 (prisioneros con sentencias altas), 11, 3 y 5. Las tumbas colectivas se llenaron rápidamente, entonces las SS ejecutaron a algunos prisioneros fuera de la prisión (al otro lado de la calle Rakowiecka). Durante la masacre que duró varias horas, más de 600 presos de la prisión de Mokotów fueron asesinados.
"Escuché que las SS se acercaban a mi celda y entonces me escondí debajo de la cama (...) Un hombre de las SS levantó la cama, empezó a patearme y me sacó (...) Me llevaron individualmente al agujero cerca de la caldera en la plaza de Aleja Niepodległości. El hombre de las SS me ordenó que bajara la cara, disparó y me pateó. La bala pasó detrás de mi oreja (oí el silbido) y me caí con mi cara a un cadáver. Escuché disparos de ejecuciones y matanzas de heridos cuando alguien se mudó. En algún momento, incapaz de soportar la carga de los cadáveres, decidí levantarme y poner fin a mi vida. Estaba seguro de que los hombres de las SS me dispararían en cuanto me levantara. Miré hacia arriba y vi que no había nadie encima de mí. Fue difícil para mí salir del debajo de los cadáveres" - el testimonio de Antoni Józef Porzygowski.

## Revuelta de los prisioneros
La matanza, que tuvo lugar en el patio de la prisión, era perfectamente visible desde las ventanas de la celda, y los polacos que la observaban se dieron cuenta de que estaban condenados a muerte y no tenían nada que perder. Los prisioneros de las unidades 6 y 7 del segundo piso decidieron dar un paso desesperado y atacaron a los torturadores. En el pabellón número 6, los prisioneros rompieron la puerta de la celda o agujerearon las paredes con bancos y luego prendieron fuego a la paja y los colchones, escapando hacia el pasillo, asustando así a los alemanes. En la unidad número 7, los prisioneros lograron matar a varios hombres de las SS y quitarles sus armas. Luego todo el segundo piso fue atrincherado y los prisioneros de las celdas de la unidad número 9 (menores) fueron liberados. Los sorprendidos alemanes se retiraron.
Por la noche, en oscuridad y de las lluvias torrenciales, los prisioneros sobrevivientes comenzaron a trasladarse al ático y luego al escarpado techo del edificio. Desde allí, descendieron al muro que rodea la prisión, donde los civiles acudieron en su ayuda, cargando escaleras. De esta manera, de 200 a 300 presos lograron escapar y llegar al área ocupada por los insurgentes. Los alemanes no trataron de impedirlo, porque esperaban erróneamente que los prisioneros huyeran de la puerta principal.
Se desconoce el destino de los guardias polacos internados. Algunos testigos declararon que los guardias no fueron asesinados junto con los prisioneros y que muchos de ellos sobrevivieron a la guerra, pero otros testigos dieron una información opuesta.

## Epílogo
Del 16 al 21 de abril de 1945 en la zona de la prisión de Mokotów se realizaron trabajos de exhumación. Se encontraron entonces unos 700 cuerpos de la época del Levantamiento de Varsovia, algunos de los cuales fueron enterrados en la prisión sólo después de que los prisioneros hubieran sido asesinados (por lo general los cuerpos de los polacos encarcelados y asesinados en una prisión improvisada en el cuartel de Stauferkaserne). Los cadáveres encontrados, a excepción de los que fueron atendidos por las familias, fueron enterrados temporalmente en ocho fosas comunes en Aleja Niepodległości. En diciembre de 1945 todos los cuerpos fueron exhumados de nuevo y trasladados al Cementerio Militar de Powązki, donde fueron enterrados en el cuartel de los insurgentes.
En 1978, comenzó el juicio del SS-Obersturmführer Martin Patz, conocido como el carnicero de Mokotów, ante un tribunal en Colonia. Fue juzgado por los crímenes cometidos por los soldados de las SS, subalternos a él, durante la represión del Levantamiento de Varsovia, incluyendo sobre todo el asesinato de prisioneros en la prisión de la calle Rakowiecka. En febrero de 1980 Patz fue condenado a 9 años de prisión. Karl Misling, que fue juzgado en el mismo juicio, fue condenado a 4 años de prisión.